# Parthenope (film)
Pour les articles homonymes, voir Parthenope.
Pour plus de détails, voir Fiche technique et Distribution.
Parthenope est un film franco-italien, écrit et réalisé par Paolo Sorrentino, sorti en 2024.
Le film est présenté en « compétition officielle » au Festival de Cannes 2024.

## Synopsis
La vie d'une femme, Parthenope Di Sangro (nommée d'après la mythique sirène), sur plusieurs décennies entre Naples et Capri.

## Fiche technique
Sauf indication contraire, les informations mentionnées dans cette section peuvent être confirmées par la base de données cinématographiques IMDb,  présente dans la section « Liens externes ».
- Titre original : Parthenope
- Réalisation : Paolo Sorrentino
- Scénario : Paolo Sorrentino
- Photographie : Daria D'Antonio
- Montage : Cristiano Travaglioli
- Producteurs : Lorenzo Mieli, Ardavan Safaee, Paolo Sorrentino, Anthony Vaccarello
- Sociétés de production : The Apartment Pictures, Yves Saint Laurent, Numero 10
- Société de distribution : Pathé Films (France)[2]
- Pays d'origine :  Italie (90,0%) ,  France (10,0%)
- Genre : drame
- Durée : 136 minutes
- Dates de sortie :
  - France : 21 mai 2024 (Festival de Cannes) ; 12 mars 2025 (sortie nationale)
  - Italie : 24 octobre 2024

## Distribution
- Celeste Dalla Porta : Parthenope Di Sangro
- Daniele Rienzo : Raimondo Di Sangro, le frère de Parthenope
- Dario Aita (it) : Sandrino, le fils de la gouvernante
- Silvio Orlando : Devoto Marotta, le professeur d’anthropologie
- Gary Oldman : John Cheever
- Luisa Ranieri : Greta Cool
- Isabella Ferrari : Flora Malva
- Peppe Lanzetta : Cardinal Tesorone
- Marlon Joubert : Roberto Criscuolo
- Alfonso Santagata (it) : Achille Lauro
- Lorenzo Gleijeses : Sasà Di Sangro, le papa de Parthenope
- Silvia Degrandi : Maggie Di Sangro, la maman de Parthenope
- Stefania Sandrelli : Parthenope Di Sangro, âgée
- Paolo Mazzarelli (it) : Lui
- Nello Mascia (it) : le guitariste dans la maison des Camorra
- Biagio Izzo (it) : Tonino Messia
- Teresa Del Vecchio (it) : Rara De Dominicis
- Biagio Musella : l’assistant du professeur
- Margherita Aresti : Vittoria
- Cristiano Scotto di Galletta : le jardinier

## Production

### Genèse et développement
Le long-métrage est annoncé en juin 2023 selon le souhait du cinéaste voulant faire une lettre d'amour à Naples, deux ans après l'autobiographie La Main de Dieu.

### Attribution des rôles
En août 2023, Gary Oldman est annoncé au casting. Les acteurs Luisa Ranieri, Silvio Orlando et Isabella Ferrari collaborent de nouveau avec Sorrentino.

### Tournage
Le film est tourné à Naples et sur l'île de Capri.

## Accueil critique
En France, le site Allociné donne une moyenne de 3,1⁄5, d'après l'interprétation de 32 critiques de presse.

## Distinctions

### Sélection
- Festival de Cannes 2024 : sélection officielle, en compétition